# Cremosperma micropecten
Cremosperma micropecten là một loài thực vật có hoa trong họ Tai voi. Loài này được Fern.Alonso mô tả khoa học đầu tiên năm 2006.